# Hermannus Contractus
Latinosan elterjedt nevén Hermannus Contractus (németül: Hermann der Lahme, magyarul: Béna Hermann), vagy Hermannus Augiensis (németül: Hermann von Reichenau, magyarul: Reichenaui Hermann), O.S.B. (Altshausen, 1013. július 18. – Reichenaui kolostor, 1054. szeptember 28.) középkori német szerzetes és polihisztor.

## Élete
Hermann a Velingen grófi családban született. Melléknevét testi fogyakozásai miatt kapta, ugyanis mindkét lábára béna volt, és segítség nélkül mozogni sem tudott. Ezzel szemben szellemi tehetségei és vasszorgalma korának egyik legnagyobb tudósává tették. 1020-tól a reichenenaui kolostor diákja volt. Később belépett a reichenaui kolostorba, és 1043-ban szerzetesi fogadalmat is tett, és betegsége dacára hamar a kolostor büszkeségévé vált. Német anyanyelvén kívül beszélt latinul, görögül, héberül és arabul; értett a teológiához, a költészethez, a történetíráshoz, a zenetudományhoz, a mechanikához, és a csillagászathoz is. 41 éves korában hunyt el.

## Művei

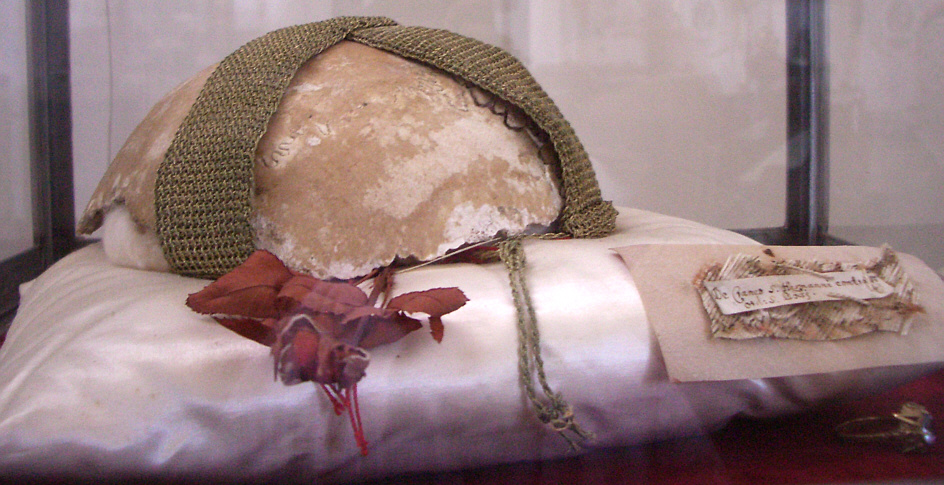
Hermann koponyájának megmaradt darabja, amelyet Altshausenben ereklyeként őriznek

Hermann több művet hagyott hátra az utókornak:
- Jelentős történeti műve a Chronicon ab urbe condita ad annum 1054 (röviden csak Chronicon vagy Herimanni Angiensis Chronicon[2]), amely Jézus Krisztus születésétől 1054-ig foglalja magába az eseményeket.[1][3] A mű középkori forrásmunka, akárcsak előde, a krónikaíró Beda Venerabilis műve.[2]
- Opuscula Musica zenei mű, amelyben Hermann betűs kottaírást is közölt. Találmányát később krotársának, Arezzói Guidónak kottaírása szorította háttérbe.[3]
- De mensura astrolabii, csillagászati munka[2][3]
- De utilitate astrolabii, csillagászati munka[3]
- De divisione, csillagászati munka[3]
- De mense lunari, csillagászati munka[3]
- De conflictu rhythmimachiae, csillagászati munka[3]
- De computo, csillagászati munka[3]
- De eclipsibus, verses mű[3]
- Carmen de octo vitis principalibus, tanköltemény[1][3]
- De monochordo, zenetudományi írás[2]
- több egyházi himnusz (pl. Salve Regina, Alma Redemptoris és Veni Sancte Spiritus)[1][2][3]

Jacques Paul Migne a Patrologia Latina 143. kötetében adta ki Hermann műveit.

## Magyarul megjelent művei
- Antifóna a Boldogságos Szűz Máriáról In: Sík Sándor: Himnuszok könyve, Szent István Társulat, Budapest, 1943, 273. o.